# Breviceps poweri
Breviceps poweri е вид жаба от семейство Brevicipitidae. Видът не е застрашен от изчезване.

## Разпространение
Разпространен е в Ангола, Демократична република Конго, Замбия, Малави и Мозамбик.